# Rio Aprieș
Rio Aprieş é um rio da Romênia afluente do rio Valea Rece, localizado no distrito de Bacău.